# Roeselia tessalalis
Roeselia tessalalis är en fjärilsart som beskrevs av De Toulgoët 1982. Roeselia tessalalis ingår i släktet Roeselia och familjen trågspinnare. Inga underarter finns listade.